# Рыжий дрозд
Рыжий дрозд, или дрозд Науманна (лат. Turdus naumanni) — небольшая певчая птица семейства дроздовых. Видовой эпитет дан в честь немецкого орнитолога Иоганна Андреаса Наумана (1744—1826).

## Описание
Рыжий дрозд длиной 23 см. Верхняя часть тела бурая. Грудь и боковые стороны белые с пятнами ржаво-красного цвета. Хвост ржаво-красный. Подвид гнездится на юге Центральной и Восточной Сибири. Редко птиц можно встретить в Центральной и Западной Европе.
T. eunomus ранее считался подвидом рыжего дрозда. У него верхняя часть тела тёмно-коричневая, кроющие крыла и гузка красно-бурые. Нижняя часть тела белая, на груди широкая полоса из чёрных пятен, боковые стороны также с пятнами чёрного цвета. Хвост черноватый. Подвид гнездится на севере  Центральной и Восточной Сибири. Также редко птиц можно встретить в Центральной и Западной Европе.

## Вокализация
Позывка «квевег» похожа на позывку рябинника, а песня на песню белобровика.

## Питание
Питается насекомыми, плодами и семенами.

## Размножение

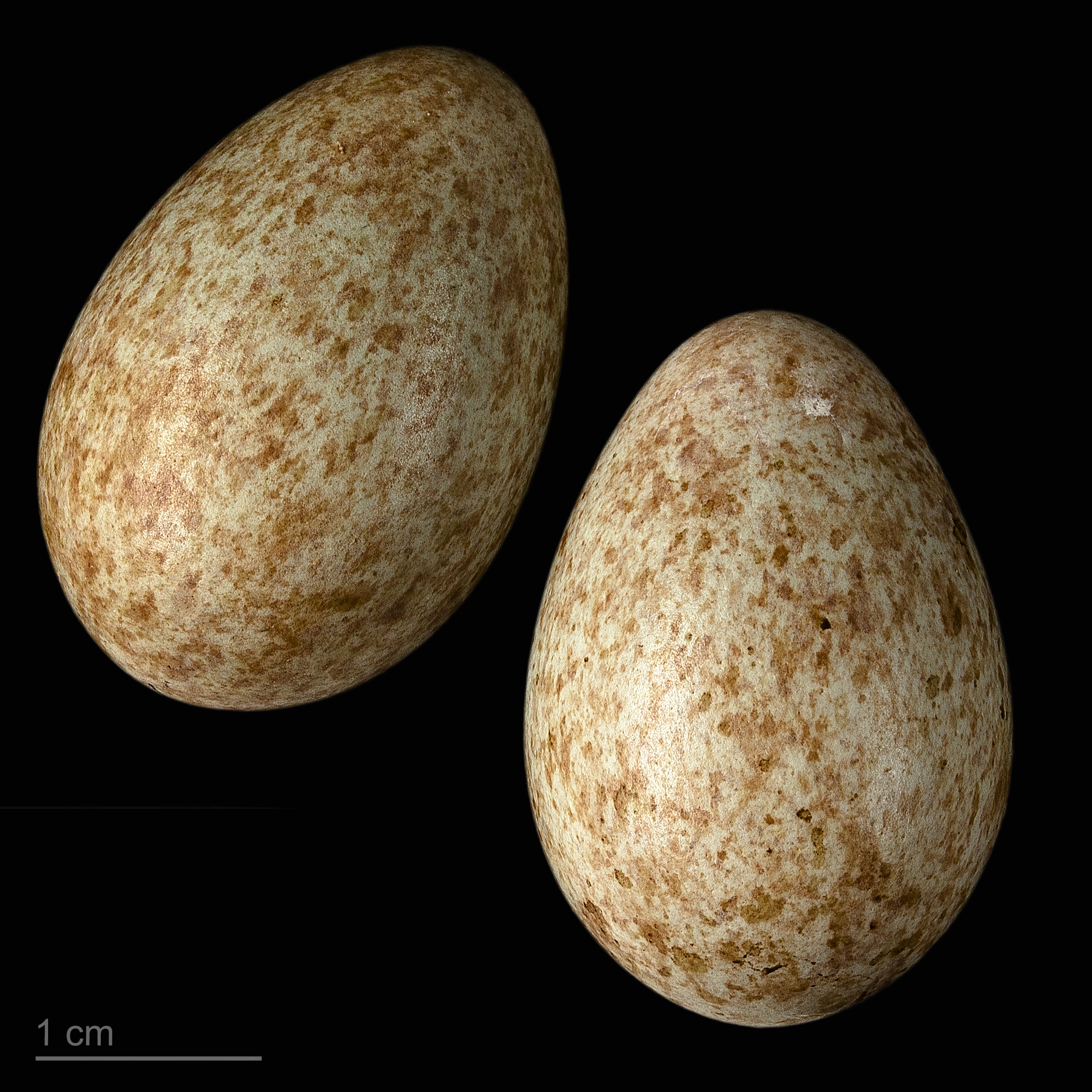
яйцо Turdus naumanni - Тулузский музеум

Гнездо строит на деревьях или кустах на высоте от 1 до 4 м. В кладке от 3 до 7 яиц.